# Parroquia de Franklin
La parroquia de Franklin (en inglés: Franklin Parish), fundada en 1843, es una de las 64 parroquias del estado estadounidense de Luisiana. En el año 2000 tenía una población de 21.263 habitantes con una densidad poblacional de 13 personas por km². La sede de la parroquia es Winnsboro.

## Geografía
Según la Oficina del Censo, la parroquia tiene un área total de 1646 km² (635,5 mi²), de la cual 1615 km² (623,6 mi²) es tierra y 31 km² (12,0 mi²) (1.86%) es agua.

### Parroquias adyacentes
- Parroquia de Richland - norte y noreste
- Parroquia de Madison - noreste
- Parroquia de Tensas - sureste
- Parroquia de Catahoula - sur
- Parroquia de Caldwell - oeste

## Carreteras
- Carretera Estatal de Luisiana 4
- Carretera Estatal de Luisiana 15
- Carretera Estatal de Luisiana 17

## Demografía
En el 2000 la renta per cápita promedia de la parroquia era de $22,964 y el ingreso promedio para una familia era de $27,440. En 2000 los hombres tenían un ingreso per cápita de $26,305 versus $16,758 para las mujeres. El ingreso per cápita para la parroquia era de $12,675. Alrededor del 28.40% de la población estaba bajo el umbral de pobreza nacional.

## Comunidades
- Baskin
- Gilbert
- Winnsboro
- Wisner